# Elephantomyia pringlei
Elephantomyia pringlei är en tvåvingeart som beskrevs av Alexander 1958. Elephantomyia pringlei ingår i släktet Elephantomyia och familjen småharkrankar. Inga underarter finns listade i Catalogue of Life.